# Гапонов, Григорий Семёнович
Григо́рий Семёнович Гапо́нов (1909—1974) — сержант Советской Армии, участник Великой Отечественной войны, Герой Советского Союза (1945).

## Биография
Григорий Гапонов родился 4 апреля 1909 года в селе Константиновка (ныне — город в Донецкой области Украины). Окончил три класса начальной школы, после чего работал машинистом врубовой машины на шахте. Во время оккупации Сталинской области немецкими войсками Гапонов был членом отряда партизан-подпольщиков. В феврале 1943 года после освобождения Гапонов был призван на службу в Рабоче-крестьянскую Красную Армию и направлен на фронт Великой Отечественной войны. К декабрю 1944 года сержант Григорий Гапонов командовал взводом 453-го стрелкового полка 78-й стрелковой дивизии 27-й армии 2-го Украинского фронта.
В ходе наступательных боёв Гапонов умело руководил действиями своего взвода. Он одним из первых переправился через реку Тиса. Овладел снайперским мастерством. К началу декабря 1944 года он уничтожил 130 солдат и офицеров противника.
Указом Президиума Верховного Совета СССР от 24 марта 1945 года за «образцовое выполнение боевых заданий командования на фронте борьбы с немецкими захватчиками и проявленные при этом мужество и героизм» сержант Григорий Гапонов был удостоен высокого звания Героя Советского Союза с вручением ордена Ленина и медали «Золотая Звезда» за номером 4967.
Всего же за время своего участия в боевых действиях Гапонов уничтожил 163 солдата и 23 офицера противника. В 1946 году он был демобилизован. Работал на шахте. Умер 29 мая 1974 года.
Был также награждён орденом Красной Звезды и рядом медалей.